# ۵۴۹ (قمری)
۵۴۹ هجری قمری، سال پانصد و چهل و نهم در تقویم هجری قمری است.

## زادگان
- شهاب‌الدین سهروردی، معروف به شیخ اشراق از فیلسوفان بزرگ ایران زمین در شهر سهرورد در شمال غربی ایران به دنیا آمد.